# Ureta
Ureta  es una entidad de población española del municipio de Erro, en la Comunidad Foral de Navarra.

## Historia
Hacia mediados del siglo XIX, el lugar, perteneciente al valle de Erro, tenía contabilizada una población de 14 habitantes. Aparece descrito en el decimoquinto volumen del Diccionario geográfico-estadístico-histórico de España y sus posesiones de Ultramar de Pascual Madoz de la siguiente manera:

URETA: l. del ayunt. y valle de Erro en la prov. y c. g. de Navarra, part. jud. de Aoiz (5 leg.), aud. terr. y dióc. de Pamplona (5). sit. en una altura dominada de otras mayores; clima frio y reina el viento N. Tiene 2 casas; igl. parr. de entrada (San Juan) servida por un abad de provision de la casa de Ureta de Sangüesa. El térm. confina N. Viscarret; E. Mezquiriz; S. Esnoz, y O. con el térm. comun llamado Laurenchi; comprendiendo dentro de su circunferencia un monte poblado de hayas, robles y avellanos. El terreno es escabroso en su mayor parte, y le atraviesa por las inmediaciones del l. un r. que nace en los puertos de Soragain. caminos: los que conducen á la cap. y otros puntos en mal estado: el correo se recibe de Burguete. prod.: trigo, avena, maiz y legumbres; cria de ganado vacuno y caballar; caza de lobos, jabalies, zorros, liebres y varias aves. ind.: ademas de la agrícola y pecuaria un molino harinero. pobl.: 2 vec., 14 alm. riqueza con el valle (V.).
(Madoz, 1849, p. 225)

En 2022, la entidad singular de población tenía empadronados 7 habitantes.